# Arsène Wenger
Arsène Charles Ernest Wenger (Estrasburg, 22 d'octubre de 1949) és un exentrenador i jugador de futbol alsacià que actualment exerceix com a cap de Desenvolupament Global del Futbol de la FIFA. Va ser l'entrenador de l'Arsenal FC des del 1996 fins al 2018, sent el que més temps ha estat en el càrrec i el més reeixit de la història del club. La seva contribució al futbol anglès a través dels canvis en la recerca de talents, l'entrenament dels jugadors i els règims dietètics va revitalitzar l'Arsenal i va ajudar la globalització d'aquest esport el segle XXI.

## Trajectòria com a jugador
La carrera futbolística d'Arsène Wenger no va ser gaire fructífera, almenys en el terreny personal. Wenger començà jugant al futbol amateur com a defensa per a diferents clubs de les divisions inferiors franceses, mentre estudiava a la Universitat d'Estrasburg, on es va graduar d'Econòmiques el 1974. El 1978, Wenger donà el salt al futbol professional signant pel RC Estrasburg, i debutant davant l'AS Mònaco. Encara que el RC Estrasburg guanyà la lliga francesa el 1979, Wenger no va tenir amb prou feines protagonisme a l'equip, ja que jugà tan sols tres cops. El 1981 obtingué el diploma de mànager i fou nomenat entrenador de l'equip juvenil del RC Estrasburg, del qual llavors va deixar de ser jugador.

## Trajectòria com a mànager
Després d'una etapa a l'AS Nancy sense gaire èxit, Wenger signà per l'AS Mònaco el 1987. Inicialment, Wenger va obtenir grans èxits amb el club, guanyant la lliga francesa el 1988 i la copa el 1991, i fitxant jugadors de gran qualitat, com Glenn Hoddlei i Jürgen Klinsmann. Malgrat això, fou acomiadat el 1994 en acabar la lliga en novena posició. Descartant una oferta molt matinera del Bayern de Múnic després de deslligar-se amb l'AS Mònaco, decidí anar-se'n a la lliga japonesa al Nagoya Grampus Eight, on va estar fent d'entrenador durant 18 exitosos mesos en els quals guanyà la prestigiosa Copa de l'Emperador.
El setembre del 1996, Wenger s'incorporà a l'Arsenal Football Club, substituint Bruce Rioch. Wenger era pràcticament un desconegut a Anglaterra, però tingué un impacte immediat i ràpidament portà al club londinenc a l'èxit. En la seva primera temporada a l'Arsenal acabà tercer a la Premier League i no aconseguí entrar a la Lliga de Campions per la diferència de gols.
En la seva segona temporada al càrrec de l'Arsenal (1997-1998) va aconseguir el segon doblet de la història del club, guanyant la Premier League i la FA Cup; l'equip remuntà una diferència de dotze punts per guanyar el títol de lliga quan encara faltaven dues jornades per disputar-se. Les següents temporades no van ser tan exitoses, encara que jugà les finals de la Copa de la UEFA l'any 2000 i de la FA Cup el 2001. A la primera, l'Arsenal fou derrotat als penaltis pel Galatasaray Spor Kulübü; a la segona, els Gunners van caure en mans del Liverpool per 2 - 1. Malgrat això, amb els fitxatges de Fredrik Ljungberg, Thierry Henry i Robert Pirès, Wenger aconseguí guanyar un nou doblet la temporada 2001-2002.
L'Arsenal mantingué el títol de la FA Cup el 2003, i guanyà el títol de la Premier League el 2004 sense perdre cap partit.
Amb un altre títol de la FA Cup el 2005, en total, l'Arsenal ha guanyat tres títols de la Premier League i quatre de la FA Cup sota les ordres de Wenger, un fet que el converteix en l'entrenador amb més títols de la història del club. Malgrat això, encara hi ha un títol que se li resisteix, la Champions League; l'Arsenal va estar més a prop que mai d'aconseguir ser campió d'Europa la temporada 2005-2006, en la qual caigué en la final davant el FC Barcelona per 2 - 1, a l'Stade de France de Paris.

## Èxits
Wenger té una gran reputació com a descobridor de nous talents i potenciador de les habilitats de jugadors joves. Durant la seva estada a l'Arsenal, Wenger ha fitxat nombrosos jugadors joves desconeguts, com Patrick Vieira, Nicolas Anelka, Cesc Fàbregas i Philippe Senderos, els quals, sota les seves ordres, s'han convertit en figures de classe mundial. Anteriorment, en la seva etapa a l'AS Mònaco, va portar d'Àfrica George Weah, que més tard arribaria a ser FIFA World Player l'any 1995 amb l'AC Milan i guanyador de la Pilota d'Or aquell mateix any.
Encara que Wenger ha realitzat alguns fitxatges multimilionaris per l'Arsenal, gràcies a la seva habilitat per reconèixer el talent i a la venda de molts jugadors amb millors ofertes de salari un cop consolidats, el seu expedient net de costos resulta favorable si es compara amb les grans despeses d'altres clubs importants de la Premiership; com va dir Peter Hill-Wood, president de l'Arsenal: "Arsène ha gastat aproximadament, des que és amb nosaltres, entre 4 i 5 milions de lliures nets. Un exemple notable d'aquesta habilitat va ser l'adquisició de Nicolas Anelka, del Paris Saint-Germain FC, per tan sols mig milió de lliures, per vendre'l només dos anys després al Reial Madrid per 22,3 milions de lliures."
Wenger no només ha descobert nous talents, sinó que a més ha donat un nou impuls a la carrera de diferents jugadors consolidats que havien perdut el nord o la forma. Wenger va quedar-se al costat del capità Tony Adams després que aquest admetés la seva addicció a l'alcohol el 1996. El suport de Wenger va ser clau en la rehabilitació d'Adams i en el seu retorn al màxim nivell futbolístic, el qual mantingué durant uns quants anys. El suport de Wenger fou recompensat quan Adams capitanejà el club cap a dos doblets.
Igualment, Wenger també ressuscità la carrera de Thierry Henry, figura que va polir a l'AS Mònaco després del seu pas sense èxit per la Juventus FC. Gràcies a aquesta habilitat de Wenger i al seu suport Thierry Henry ha arribat a ser capità de l'Arsenal i màxim golejador de la història del club londinenc.
Wenger també ha renovat els règims d'entrenament del club i la dieta dels seus jugadors, allunyant al club dels seus costums de beguda i menjar ràpid. A més, ha influït directament en el disseny del nou estadi dels gunners, l'Emirates Stadium, així com la nova ciutat esportiva a London Colney.
David Dein, vicepresident de l'Arsenal, defineix Wenger com el mànager més important de la història del club: "Arsène és un treballador meravellós. Ha revolucionat el club. Ha convertit els jugadors en futbolistes de classe mundial. Des que és aquí, hem vist futbol d'un altre planeta".

## Palmarès com entrenador
AS Mònaco
- 1 Ligue 1: 1987-88.
- 1 Copa francesa: 1990-91.

Nagoya Grampus
- 1 Copa de l'Emperador: 1995.
- 1 Supercopa del Japó: 1996.

Arsenal FC
- 3 FA Premier League: 1997-98, 2001-02, 2003-04.
- 7 FA Cup: 1997-98, 2001-02, 2002-03, 2004-05, 2013-14, 2014-15, 2016-17.
- 7 Community Shield: 1998, 1999, 2002, 2004, 2014, 2015, 2017.